# Краснобашкирский сельсовет
Краснобашкирский сельсовет — муниципальное образование в Абзелиловский районе Республики Башкортостан Российской Федерации. Согласно Закону о границах, статусе и административных центрах муниципальных образований в Республике Башкортостан имеет статус сельского поселения.

## Население
| 1968  | 2002  | 2009  | 2010  | 2012  | 2013  | 2014  |
| ----- | ----- | ----- | ----- | ----- | ----- | ----- |
| 2217  | ↗3515 | ↗3610 | ↗3766 | ↗3814 | ↗3822 | ↗3847 |
| 2015  | 2016  | 2017  |       |       |       |       |
| ↗3865 | ↗3881 | ↘3877 |       |       |       |       |

## Состав сельского поселения
| № | Населённый пункт                     | Тип населённого пункта       | Население |
| - | ------------------------------------ | ---------------------------- | --------- |
| 1 | Красная Башкирия                     | село, административный центр | ↗2435     |
| 2 | Озёрное                              | деревня                      | ↗595      |
| 3 | Деревня Самарского отделения совхоза | деревня                      | ↘510      |
| 4 | Покровка                             | деревня                      | ↗226      |